# Grupa Itararé
Grupa Itararé (port. Grupo Itararé) – grupa formacji składająca się ze skał osadowych, występująca w południowej Brazylii (stany São Paulo, Rio Grande do Sul, Mato Grosso) i w Paragwaju, w niecce Parany. Jej wiek oceniany jest na karbon górny - perm dolny.

## Nazwa
Nazwa formacji pochodzi od miejscowości Itararé w stanie São Paulo, gdzie skały te zostały odkryte i opisane po raz pierwszy.

## Opis
Grupa Itararé składa się ze skał osadowych, głównie z piaskowców, zlepieńców (diamiktytów, konglomeratów, tillitów) oraz łupków ilastych - iłowców warwowych (warwitów, port. varvito). Występowanie tillitów oraz warwitów dowodzi zlodowacenia Gondwany w tym okresie.

## Wiek

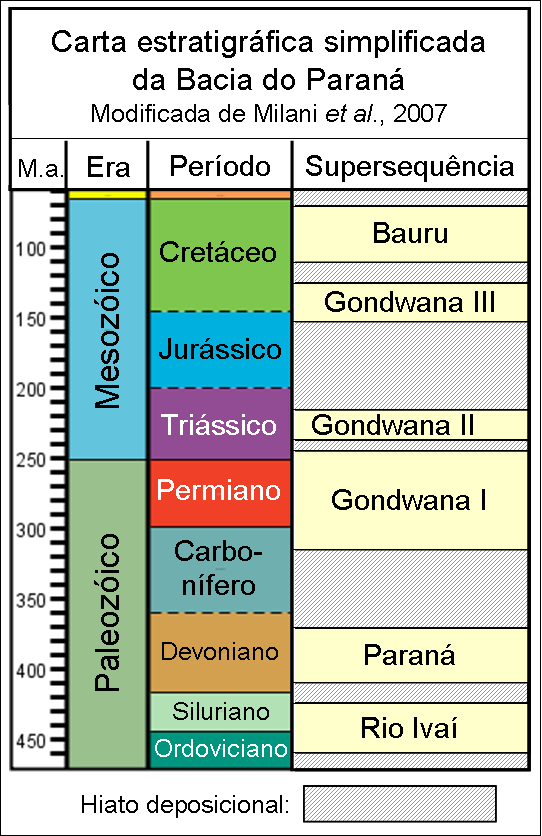
Stratygrafia niecki Parany (Milani, 1997)

Wiek Grupa Itararé został określony na karbon górny - perm dolny. Milani (1997) określił grupę Itararé jako część supersekwencji Gondwana I (port. Supersequência Gondwana I).

## Położenie
Powyżej zalega formacja Rio Bonito (port. Formação Rio Bonito), a poniżej formacja Ponta Grossa (port. Formação Ponta Grossa).

## Znaczenie gospodarcze
W skałach grupy Itararé występują złoża ropy naftowej.